# Flag football ai Giochi mondiali 2025
Le competizioni di flag football ai Giochi mondiali 2025 si sono svolte dal 14 al 17 agosto 2025 al Chengdu No. 7 High School Eastern Campus Athletics Field di Chengdu, in Cina.
È stato disputato solo il torneo femminile.

## Podi
| Specialità                  | Oro     | Argento     | Bronzo |
| Torneo femminile (dettagli) | Messico | Stati Uniti | Canada |

## Medagliere
| Posiz. | Nazione     | Oro | Argento | Bronzo | Totale |
| ------ | ----------- | --- | ------- | ------ | ------ |
| 1      | Messico     | 1   | 0       | 0      | 1      |
| 2      | Stati Uniti | 1   | 0       | 1      | 2      |
| 3      | Canada      | 0   | 0       | 1      | 1      |
| Totale | Totale      | 1   | 1       | 1      | 3      |